# U-Bahnhof Ramersdorf

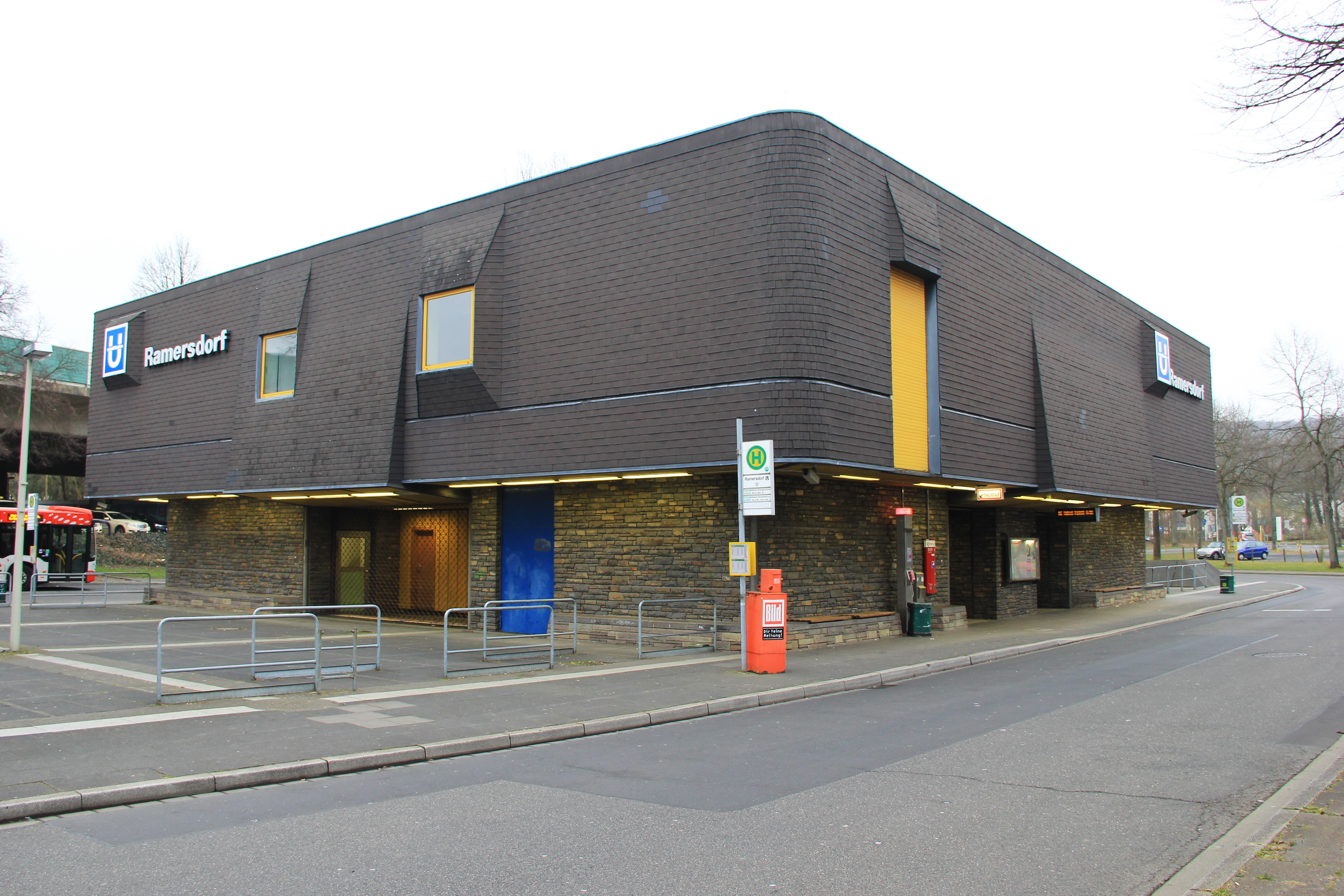
Stationsgebäude (2016)

Der U-Bahnhof Ramersdorf ist ein unterirdischer Knotenpunkt im Netz der Stadtbahn Bonn. Er liegt an Streckenkilometer 425,9 der Siebengebirgsbahn und ist Endpunkt der Stadtbahnstrecke von der Südbrücke. Der U-Bahnhof ist als unterirdischer, dreigleisiger Abzweigbahnhof konzipiert.

## Geschichte
Die ehemals oberirdische Haltestelle Ramersdorf wurde nach langer Bauzeit ab 1976/77 unter die Erde verlegt und am 5. September 1981 als dreigleisiger U-Bahnhof eröffnet. Bereits am 10. September 1981 – fünf Tage nach der Eröffnung – wurde die Haltestelle durch einen Triebwagenbrand auf dem äußeren südlichen Gleis so stark beschädigt, dass ein weiteres Halbjahr lang nur ein eingleisiger Notbetrieb möglich war.
Die Planung und Ausführung des U-Bahnhofs lagen in Händen des Tiefbauamts der Stadt Bonn. Die Außenanlagen einschließlich eines später erweiterten Park+Ride-Parkplatzes, des ersten in Bonn, entstanden im Rahmen der Entwicklungsmaßnahme Parlaments- und Regierungsviertel. Die architektonische Gestaltung erfolgte durch die Verwendung von Eternitschiefer und Grauwacke in ortsüblichen, der Landschaft angepassten Materialien und nahm auch Bezug auf die Kommende Ramersdorf. Der U-Bahnhof war ursprünglich nicht mit Aufzügen ausgestattet, die erst nachträglich um 1990 eingebaut wurden.

## Aufbau
Der zwischen Königswinterer Straße (L 193) und Oberkasseler Straße gelegene U-Bahnhof mit Technischer Zentrale (Stellwerk) ist als dreigleisiger Abzweigbahnhof konzipiert und besitzt als einziger der Bonner U-Bahnhöfe ein oberirdisches Stationsgebäude, von dem aus die Bahnsteige anstatt der sonst vorhandenen unterirdischen Verteilerebene direkt zugänglich sind. In einem separaten kleineren Gebäude ist eine seit 1988 geschlossene Toilettenanlage untergebracht.
Die von der Südbrücke kommende Strecke führt zweigleisig weiter nach Oberkassel, während sich die Richtungsgleise der Siebengebirgsbahn voneinander trennen. Das Gleis von Beuel Richtung Oberkassel überquert im Tunnel die Strecke von der Südbrücke und führt an einem eigenen Bahnsteig vorbei, bevor es am östlichen Ende der Haltestelle in die durchgehenden Hauptgleise einmündet. Das Gleis Richtung Südbrücke/Beuel zweigt dagegen westlich der Haltestelle nach Beuel ab, so dass sich dort bis zuletzt Stadtbahnwagen (Linien 66 und 68) und Niederflurstraßenbahnwagen (Linien 62 und 65) eine nur 20 cm hohe Bahnsteigkante teilten.

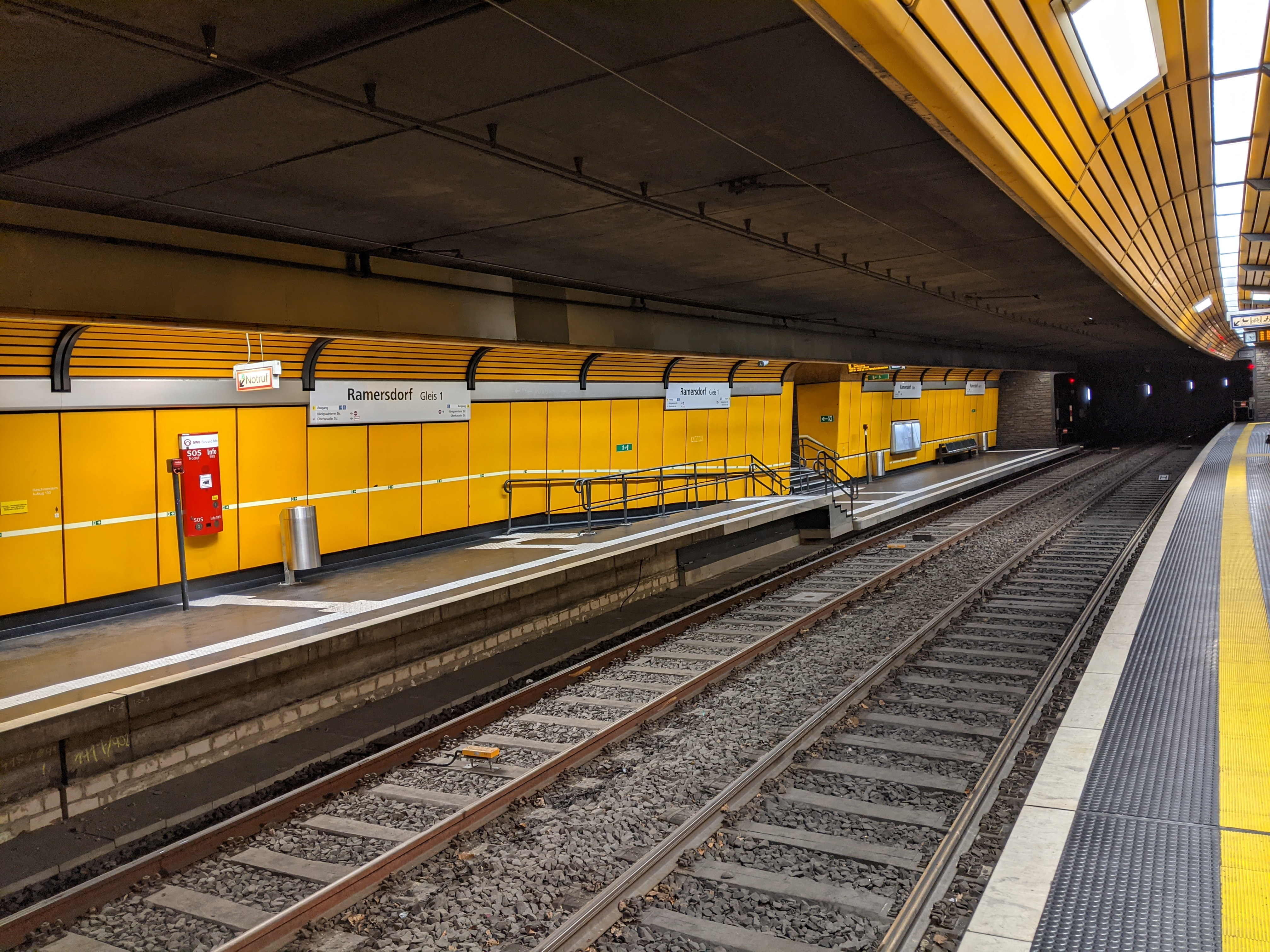
Hochbahnsteig, 2024

Im Herbst 2022 wurden die Bussteige am U-Bahnhof barrierefrei umgebaut. Von Oktober 2023 bis Dezember 2023 wurde für die Linien 66/68 in Fahrtrichtung Bonn (Südbrücke) ein Hochbahnsteig aufgebaut. Zudem erfolgte in zwei Bauabschnitten bis März und April 2024 eine Aufzugserneuerung.

## Betrieb
Die Siebengebirgsbahn führt von Beuel aus parallel zum Rhein am Fuße des Siebengebirges entlang über Königswinter nach Bad Honnef. Der nördliche Abschnitt bis Oberkassel wird von der Straßenbahnlinie 62 werktags im 10-Minuten-Takt befahren, sodass der U-Bahnhof Ramersdorf die einzige planmäßige unterirdische Haltestelle einer Straßenbahnlinie in Bonn ist. In Ramersdorf fädelt die von der Südbrücke kommende Stadtbahnlinie 66 in die Siebengebirgsbahn ein, die sie südlich von Oberkassel alleine befährt. Die Linie 66 verkehrt werktags im 10-Minuten-Takt nach Siegburg/Bonn, in Richtung Bad Honnef verkehrt sie alle 20 Minuten. Im Berufsverkehr wird die Linie 66 zwischen Ramersdorf und Königswinter Clemens-August-Straße auf einen 10-Minuten-Takt verdichtet. In den Nächten vor Samstagen, Sonntagen und Feiertagen besteht auf der Linie 66 ein Nachtbetrieb im 60-Minuten-Takt. Darüber hinaus verkehren von und nach Ramersdorf einzelne Fahrten der Linien 65 und 68, für die südlich des U-Bahnhofs eine Wendeanlage besteht.

### Stadtbahn
| Linie | Verlauf / Anmerkungen | Takt (Mo–Fr)                                                                                      |
| ----- | --- | ------------------------------------------------------------------------------------------------- |
| 66    | U Siegburg/Bonn Bf – Sankt Augustin-Mülldorf – Sankt Augustin Zentrum/Hochschule Bonn-Rhein-Sieg – Sankt Augustin Kloster – Sankt Augustin Ort – Hangelar Ost – Hangelar Mitte – Hangelar West – Vilich-Müldorf – Vilich – Adelheidisstraße – Konrad-Adenauer-Platz – Bertha-von-Suttner-Platz/Beethovenhaus – Stadthaus – U Bonn Hbf – U Universität/Markt – U Juridicum – U Bundesrechnungshof/Auswärtiges Amt – U Museum Koenig – U Heussallee/Museumsmeile – Ollenhauerstraße – Olof-Palme-Allee – Robert-Schuman-Platz – Rheinaue – U Ramersdorf – Oberkassel Nord – Oberkassel Mitte – Oberkassel Süd/Römlinghoven – Oberdollendorf Nord – Oberdollendorf – Longenburg/CJD Königswinter – Königswinter Clemens-August-Straße – Königswinter Fähre – Königswinter Denkmal – Rhöndorf – Bad Honnef Am Spitzenbach – Bad Honnef | 10 min (Siegburg–Ramersdorf) 10/20 min (Ramersdorf–Königswinter) 20 min (Königswinter–Bad Honnef) |
| 68    | Bornheim – Roisdorf West – Alfter – Dransdorf – Bonn West – U Bonn Hbf – U Universität/Markt – U Juridicum – U Bundesrechnungshof/Auswärtiges Amt – U Museum Koenig – U Heussallee/Museumsmeile – Ollenhauerstraße – Olof-Palme-Allee – Robert-Schuman-Platz – Rheinaue – U Ramersdorf | einzelne Fahrten (Mo–Fr an Werktagen)                                                             |

### Straßenbahn
| Linie | Verlauf / Anmerkungen                                                                           | Takt (Mo–Fr)                                                |
| ----- | ----------------------------------------------------------------------------------------------- | ----------------------------------------------------------- |
| 62    | Dottendorf – Bonn Hbf – Stadthaus – Bonn-Beuel Bf. – Limperich – U Ramersdorf – Bonn-Oberkassel | 10 min                                                      |
| 65    | Auerberg – Bonn-Beuel Bf. – Limperich – U Ramersdorf                                            | Nur Ein- und Ausrückfahrten der Linie 61 und Schülerverkehr |

### Bus
Am oberirdisch befindlichen Busbahnhof halten an Insgesamt 4 Bussteigen 6 verschiedene Linien. Neben den im Regelverkehr verkehrenden Linien, verkehren zusätzlich vormittags an Schultagen 4 E-Wagen der SWB. Diese fahren Pützchen, Holzlar, Hoholz, Mehlem und den Bonner Hauptbahnhof an. Nachmittags werden mit zwei E-Wagen die Stadtteile Holzlar und Hoholz angefahren.
| Linie | Verlauf | Takt (Mo–Fr) | Betreiber |
| ----- | --- | ------------ | --------- |
| 529   | Ramersdorf – Pützchen – Bechlinghoven – Holzlar – Hangelar – Sankt Augustin Ort – Sankt Augustin Zentrum – Mülldorf – Niederpleis – Buisdorf – Stoßdorf – Hennef (Sieg)               | 30 min       | RSVG      |
| 606   | Hardtberg – Medinghoven – Duisdorf Bf – Endenich – Weststadt – Bonn Hbf – Bonn Bertha-von-Suttner-Platz – Beuel Konrad-Adenauer-Platz – Limperich – Ramersdorf                        | 20 / 30 min  | SWB       |
| 607   | Hardtberg – Medinghoven – Duisdorf Bf – Endenich – Weststadt – Bonn Hbf – Bonn Bertha-von-Suttner-Platz – Beuel Konrad-Adenauer-Platz – Beuel Bf – Limperich – Ramersdorf             | 20 / 30 min  | SWB       |
| 633   | Endenich Nord Bf – Bonn Probsthof Nord – Nordstadt – Bonn Bertha-von-Suttner-Platz – Beuel Konrad-Adenauer-Platz – Beuel Bf – Beuel-Ost – Küdinghoven – Ramersdorf                    | 30 / 60 min  | SWB       |
| 636   | Ramersdorf – Niederholtorf – Hoholz – Schloss Birlinghoven – Hangelar Ost | 30 / 60 min  | SWB       |
| N8    | Bonn Hbf – Bonn Bertha-von-Suttner-Platz – Beuel-Mitte – Oberkassel – Ramersdorf – Küdinghoven – Beuel-Mitte – Beuel Konrad-Adenauer-Platz – Bonn Bertha-von-Suttner-Platz – Bonn Hbf | Nachtverkehr | SWB       |